# Sujanagar
Sujanagar är ett underdistrikt i Bangladesh. Det ligger i den centrala delen av landet, 90 km väster om huvudstaden Dhaka.
Trakten runt Sujanagar består till största delen av jordbruksmark. Runt Sujanagar är det mycket tätbefolkat, med 1 573 invånare per kvadratkilometer.